# Neolissochilus stracheyi
Neolissochilus stracheyi és una espècie de peix cipriniforme de la família dels ciprínids. Va ser descrit per com a Barbus stracheyi per ll'ictiòleg Francis Day el 1871, nomenat stracheyi en honor de Richard Strachey, governador britànic de l'Índia. Va ser reclassificat en el gènere nou Neolissochilus per Walter J. Rainboth el 1985.

## Morfologia
Els adults poden assolir els 60 cm de longitud total.

## Distribució
Es troba a Myanmar, Tailàndia i, possiblement també, Cambodja (incloent-hi els rius Salween, Maeklong, Chao Phraya i Mekong).